# امیرعباس فخرآور
امیرعباس فخرآور (زادهٔ ۱۵ تیر ۱۳۵۴) فعال سیاسی و نویسندهٔ اهل ایران است. او سرپرست  کنفدراسیون دانشجویان ایرانی  در خارج از کشور بوده است. وی از نافرمانی‌های مدنی برای رسیدن به یک نظام سکولار و آزاد و سرنگونی کامل نظام جمهوری اسلامی حمایت می‌کرد. او رئیس سنای کنگره ملی ایرانیان است که در سال ۲۰۱۳ به‌همراه ارژنگ داوودی آن را تأسیس کرده است.

## زندگی‌نامه
امیرعباس فخرآور در هفده‌سالگی و به‌دلیل نوشته‌ها و انتقاد از رهبر جمهوری اسلامی بازداشت شد. در سال ۱۹۹۴ یعنی در دوران دانشجویی خود به همراه ارژنگ داوودی سازمانی به نام جنبش مستقل دانشجویی را تأسیس کرد.
در فوریهٔ ۲۰۰۳ به‌دلیل انتقاد از رهبر جمهوری اسلامی ایران در کتاب «اینجا چاه نیست» به ۸ سال زندان محکوم شد. این حکم در شعبهٔ ۲۶ دادگاه انقلاب صادر شد و پس از یک مشاجرهٔ لفظی با قاضی، فخرآور مورد ضرب و شتم قرار گرفت و استخوان پایش شکست او در زندان تحت شکنجه سفید و شکنجه‌ای موسوم به محرومیت حسی هم قرار گرفته‌بود. به گزارش انستیتو امنیت ملی و سیاست خارجی آمریکا، فخرآور در مجموع بیش از ۵ سال را در زندان‌های جمهوری اسلامی گذرانده است. او مدتی را در بند ۳۲۵ اوین که توسط سپاه پاسداران انقلاب اسلامی اداره می‌شود و مخصوص مجرمان جرایم امنیتی و نظامی است، زندانی شد.
در دوران زندان، دو کتاب از امیرعباس فخرآور در آمریکا به چاپ رسیده است. یکی «اینجا چاه نیست» و پس از آن هم کتاب «هنوز هم، ورق‌پاره‌های زندان» که در لس‌آنجلس به چاپ رسید. انجمن جهانی قلم، در ۱۵ نوامبر سال ۲۰۰۴، «روز نویسنده زندانی» فخرآور را برجسته کرد.
فخرآور در مصاحبه با سرویس فارسی رادیو آزادی اعلام کرد که کتاب اینجا چاه نیست! او فینالیست جایزه ادبی پائولو کوئلیو ۲۰۰۱–۲۰۰۲ شده است. لورا روزن خبرنگار گفته وجود چنین جایزه ای زیر سؤال است.
انجمن قلم انگلستان در مارس ۲۰۰۴ عضویت افتخاری خود را به او اعطا کرد.

## خروج از ایران
فخرآور در زندان به همراه برخی از فعالان دانشجویی دیگر در کنکور دانشگاه پیام نور شرکت کرد و دانشجوی رشته حقوق شد. او در سال ۱۳۸۵ از یک مرخصی کوتاه دوران زندان برای شرکت در امتحانات دانشگاهی استفاده کرد و در حالی که ۴ سال از دوران زندانش باقی‌مانده بود از کشور خارج شد، ابتدا به دوبی و از آنجا به آمریکا رفت. در سندی از ویکی‌لیکس دربارهٔ نحوهٔ خروج فخرآور از ایران آمده است: او در ژوئن ۲۰۰۵ برای مرخصی از زندان خارج شد و با کمک دوستان و پرداخت رشوه به مأموران فرودگاه برای این‌که نامش در کامپیوتر ثبت نشود از ایران خارج شده و به دوبی آمده است. در بخشی دیگر از این اسناد جیسون دیویس سرکنسول سفارت آمریکا در دوبی چنین نوشته است: «فخرآور یک فعال سیاسی پرشور و از خودگذشته است که شخصیتی کاریزماتیک دارد. هدفش از رفتن به آمریکا اینست که با راه‌اندازی کمپین برای برنامه‌ها و اهدافش حمایت جلب کند. او ادعا می‌کند که هیچ علاقه‌ای به اینکه پناهنده شود ندارد و خودش را مبارز راه آزادی می‌داند که می‌خواهد به کشورش بازگردد». بر اساس این سند فخرآور به کنسول آمریکا گفته «ایرانیان جنگجو نیستند، بلکه عموماً تنبلند… و از این که خارجی‌ها مارا از دست خودمان نجات بدهند استقبال می‌کنند.» کنسول مشاهده کرد فخرآور از تحریم کامل ایران دفاع می‌کند.
در فوریهٔ ۲۰۰۵ هفته‌نامهٔ اشپیگل در مقاله‌ای با مقایسهٔ فخرآور و احمد چلبی نوشت: «چلبی‌های ایرانی، منبع اطلاعاتی هستند که صحت و سقم آن کاملاً مشخص نیست. مردانی مانند امیر عباس فخرآور جزو این گروه هستند. ریچارد پرل، مغز متفکر جنگ عراق و مهم‌ترین حامی چلبی، فخرآور را هم حمایت می‌کند. بلافاصله پس از آزادی و عزیمت فخرآور در آوریل ۲۰۰۶، این دو در یک هتل در دبی ملاقات کردند و این نومحافظ، فخرآور را به واشینگتن هدایت کرد». به نوشتهٔ اشپیگل «در واشینگتن شایعاتی وجود دارد مبنی بر اینکه فخرآور یک خلافکار معمولی بوده که در زندان اوین تصادفاً در تماس با رهبران دانشجویی قرار گرفته است». فخرآور برای سخنرانی در مؤسسه امریکن انترپرایز، دربارهٔ ایران ویزای آمریکا دریافت کرد، و از آن زمان در آمریکا ماندگار شده است.
ولی نصر استاد سیاسی و یکی از کارشناسان برجستهٔ امور ایران، گفته‌های فخرآور را «دروغ محض» می‌خواند و می‌گوید هیچ‌کس او را نمی‌شناسد. در سال ۲۰۰۶ احمد باطبی و ناصر زرافشان هم ادعاهای فخرآور دربارهٔ پیشینه‌اش را رد کردند. زرافشان در نامه‌ای فخرآور را یک «سرمایهٔ اطلاعاتی شناخته شدهٔ ایرانی» دانست که فعالان دیگر سعی می‌کردند از او دوری کنند. نجمه بزرگمهر خبرنگار فایننشیال تایمز که وقایع سال ۷۸ را از نزدیک پیگیری می‌کرد هم می‌گوید محافل دانشجویی و روزنامه‌نگاری فخرآور را به عنوان رهبر دانشجویی نمی‌شناسند. باطبی دلیل دستگیری فخرآور در ایران را نه به خاطر فعالیت سیاسی او و به اتهاماتی به کلی متفاوت خوانده و با توجه به این که فخرآور با گذرنامه به نام خودش از فرودگاه مهرآباد از ایران خارج شده این که او متهمی با ارزش بوده را زیر سؤال برده است.

## حضور در آمریکا
فخرآور طی دوران حضور خود در آمریکا به فعالیت جهت لابی با مقامات آمریکایی و دیگر کشورها، با هدف تغییر رژیم در ایران و ایجاد کمپین تحریم نفت پرداخت. او در ۲۰ ژوئیه ۲۰۰۶ در صحن سنای آمریکا سخنرانی کرد و علیه سران جمهوری اسلامی شهادت داد.
او تحریم‌های سنگین نفت و گاز را مهم‌ترین راه تضمین برای جلوگیری از تبدیل ایران به یک قدرت هسته‌ای می‌داند.
فخرآور که خود به عنوان یک مسلمان وارد آمریکا شده، در مصاحبه‌ای در سال ۲۰۱۶ باراک اوباما رئیس‌جمهور سابق آمریکا را بابت راه دادن تعداد بیش از حد از مسلمانان به آمریکا مورد انتقاد قرار داد.
فخرآور به خاطر سیاست کاهش تحریم نفت و پرداخت ۱۵۰ میلیارد دلاری به حکومت جمهوری اسلامی منتقد دولت اوباما است.
شلدون ادلسون میلیاردر آمریکایی حامی حزب جمهوریخواه در مورد فخرآور که گفته بود دوست دارد از او حمایت کند گفته «من فخرآور را دوست دارم زیرا او گفته اگر ما حمله کنیم مردم ایران به وجد خواهند آمد.»
آخرین کتاب فخرآور با نام رفیق آیت‌الله در سال ۱۳۹۴ توسط انتشارات «شرکت کتاب» در لس آنجلس آمریکا به چاپ رسید. فخرآور در این کتاب تلاش می‌کند با بررسی اسناد و شواهد و قرائن تاریخی نشان دهد که مسئول ترورها و انفجارهای سال ۶۰ علی خامنه‌ای، مسعود کشمیری و محمدرضا کلاهی هستند، درحالی‌که روایت مرسوم و باور عموم، مجاهدین خلق را در این ترورها مسئول می‌شناسد. بلن فرناندز این کتاب را تلاشی موفقیت‌آمیز برای جلب توجه مقامات دولت ترامپ و رسانه‌های همفکر آن نظیر فاکس نیوز می‌داند.
او عضو پیوسته پژوهشی مرکز مطالعه فرهنگ و امنیت مؤسسه سیاست جهان در واشینگتن بوده است.

## افتخارات و جوایز بین‌المللی
- ۲۰۰۷ - جایزه روزنامه‌نگاری آنی تیلور[۳][۳۹]
- عضویت افتخاری در انجمن جهانی قلم (بولتن رسمی انجمن جهانی قلم صفحهٔ ۶۴[۴۰]).
- ۲۰۰۳ - عضویت افتخاری انجمن قلم کانادا[۳]
- ۲۰۰۴ - عضویت افتخاری انجمن قلم انگلستان[۱۰]
- ۲۰۰۴ - زندانی عقیدتی، عفو بین‌الملل[۴۱]